# Антъни Дейвидсън
Антъни Денис Дейвидсън (на английски: Anthony Denis Davidson) е британски автомобилен състезател, пилот от Формула 1, състезаващ се за тима на Супер Агури Формула 1. Роден е на 18 април 1979 г. в Хертфордшир, Великобритания.
В продължение на 6 години е тест пилот (включително три години е резервен пилот на Хонда Ф1).